# Karen Aardal
Pour les articles homonymes, voir Aardal.
Karen I. Aardal (née en 1961) est une mathématicienne appliquée norvégienne et néerlandaise, spécialisée en informatique théorique et en recherche opérationnelle. Elle est professeure au Delft Institute of Applied Mathematics à l'université technique de Delft et présidente de la Mathematical Optimization Society de 2016 à 2019.

## Biographie
Karen Aardal est originaire de Norvège, où elle est née en 1961. Elle obtient son doctorat en 1992 à l'université catholique de Louvain, avec une thèse intitulée On the Solution of One and Two-Level Capacitated Facility Location Problems by the Cutting Plane Approach, supervisée par Laurence Wolsey . Sa thèse a remporté le deuxième prix de dissertation SOLA de la section des sciences de gestion de l'Institute for Operations Research and the Management Sciences (INFORMS) sur l'analyse de localisation.  
Elle est d'abord chercheuse au Centrum voor Wiskunde en Informatica à Amsterdam, et chercheuse associée à l'université de technologie d'Eindhoven depuis 2005. Elle rejoint le Delft Institute of Applied Mathematics, de l'université technique de Delft en 2008,.

## Activités de recherche et engagements institutionnels
Ses recherches portent sur l'optimisation combinatoire, la programmation entière, les algorithmes d'approximation et la localisation des installations, avec des applications telles que le positionnement de véhicules d'urgence pour optimiser leur temps de réponse. 
Elle est présidente de la Mathematical Optimization Society pour le terme 2016-2019, et participe à la factorisation de RSA-155 le 22 août 1999.

## Prix et distinctions
Elle est élue fellow 2019 de l'Institute for Operations Research and the Management Sciences.

## Publications
- avec J. Byrka, « An optimal bifactor approximation algorithm for the metric uncapacitated facility location problem », SIAM Journal on Computing, 39, 2010, 2212--2241.
- avec M. van Buuren, R. van der Mei & H. Post, « Evaluating dynamic dispatch strategies for emergency medical services: TIFAR simulation tool », In C. Laroque, J. Himmelspach, R. Pasupathy, O. Rose, & A.M. Uhrmacher (dirs.) Proceedings of the 2012 Winter Simulation Conference, IEEE, p. 1-12,  (ISBN 978-1-4673-4779-2).
- avec F. von Heymann, « On the structure of reduced kernel lattice bases », Mathematics of Operations Research, 39(3), 2014, 823-840.
- avec P. Le Bodic, « Approximation algorithms for the Transportation Problem with market choice and related models », Operations Research Letters, 42(8), 2014, 549-542.
- avec P.L. van den Berg, « Time-dependent MEXCLP with startup and relocation cost », European Journal of Operational Research, 242(2), 2015, 383-389.
- avec P.L. van den Berg, D. Gijswijt & S. Li, « Approximation Algorithms for Hard Capacitated k-facility Location Problems », European Journal of Operational Research, 242(2), 2015, 358-368.